# Iniistius geisha
Iniistius geisha es una especie de peces de la familia Labridae en el orden de los Perciformes.

## Distribución geográfica
Se encuentra desde Guam hasta Saipán.